# Bärbel Rode
Bärbel Rode (* 20. Jahrhundert) ist eine deutsche Behindertensportlerin, die Tischtennis spielt.

## Werdegang
Bärbel Rode ist schwerbehindert und startet im Rollstuhl (Klasse 2). Wegen ihrer guten Leistungen wurde sie in die Frauentischtennis-Nationalmannschaft für Behinderte berufen. Bei den Sommer-Paralympics 1988 in Seoul trat sie im Einzel an, schied jedoch im Viertelfinale aus. 1991 nahm sie an den European Championships (Europameisterschaften) in Salou teil und holte dort die Goldmedaille im Einzel sowie Bronze im Team. Bei den European Championships 1995 in Hillerød gewann sie Gold mit der Mannschaft. Im Folgejahr nahm sie an den Paralympischen Sommerspielen 1996 teil. In ihrer Leistungsgruppe TT 1 – TT 2 wurde sie im Fraueneinzel eingesetzt. Dabei wurde sie hinter zwei französischen Spielerinnen Dritte und errang so eine Bronzemedaille. Für diesen Erfolg wurde sie vom Bundespräsidenten mit dem Silbernen Lorbeerblatt ausgezeichnet. Bei den European Championships 1997 in Stockholm gewann Rode erneut die Goldmedaille mit ihrem Team. 1998 konnte sie im Zuge ihres letzten großen internationalen Wettkampfs, den World Championships (Weltmeisterschaften) in Paris, eine Bronzemedaille im Einzel erreichen. Ihre beste Position im ITTF-Rating-System innerhalb ihrer Klasse war Platz 3, den sie zuletzt im April 1999 innehatte.